# Rækkemotor
Rækkemotor er betegnelsen for en forbrændingsmotor, hvor cylindrene er placeret i en lige linje og i samme niveau.
Cylindrenes nummerering starter i den kraftafgivende ende af motoren.
Rækkemotoren er den hyppigst anvendte motortype i køretøjer.
Kan monteres i forskellige hældninger, bl.a. for at give lav front på køretøjet. Der skelnes også mellem tværstillet og langsstillet motorplacering, hvor der nu mest anvendes tværstillede motorer.

## Fordele
- enkel opbygning
- 6-cylinder udgaven er velafbalanceret
- relativt billig at bygge

## Ulemper
- pladskrav, især ved højere cylinderantal
- termisk spænding i topstykket, ved højere cylinderantal. Dette giver problemer med toppakningens tæthed, kastning af topstykket.
- lang krumtapaksel, ved højere cylinderantal, kan give problemer